# Kallak
Kallak eller Gállok (på lulesamiska) är platsen för en järnmalmsfyndighet i Jokkmokks kommun i Lappland, belägen mellan byarna Björkholmen och Randijaur fyra mil västnordväst om Jokkmokk, på en ö i den reglerade Lilla Lule älv. Närmaste vattenkraftverk är Parki respektive Randi med regleringsmagasinen Parkijaure samt Randijaure. Kallak ligger inom samebyn Jåhkågasska tjielldes året-runt marker för renskötsel.
Fyndigheten har varit känd sedan 1940-talet och består av tre närliggande malmkroppar, Kallak norra och Kallak södra som består av två kroppar. Sedan 2010 har företaget Beowulf Mining utfört provborrningar och provbrytningar i området. Fyndigheten klassas som Sveriges största kända obrutna fyndighet av kvartsbandad järnmalm med en malm av hög kvalitet. 2022 beslutade regeringen att bevilja bearbetningskoncessionen. Nästa steg för en potentiell gruvverksamhet är en ansökan om miljötillstånd, inklusive omfattande undersökningar av Kallak-området, kartläggning, provtagning och analys samt utveckling av en grundlig förståelse för naturvärden och inventering.

## Ansökan om bearbetningskoncession
Bolaget Jokkmokk Iron Mines AB, som är ett helägt dotterbolag till Beowulf Mining plc., ansökte 2013 om bearbetningskoncession för Kallak K. Bolagets ansökan omfattade området för gruvbrytning och områden för anläggningar nödvändiga för driften av en gruva. Länsstyrelsen Norrbotten har sagt nej till ansökan med motiveringen att en gruvbrytning kan leda till oåterkalleliga störningar av den befintliga markanvändningen, däribland riksintresset renskötseln.  Bergsstaten gick emot Länsstyrelsen och överlämnade ärendet till regeringen.
Regeringen bad i november 2020 Unesco att yttra sig om gruvplanerna. 
I juni 2021 kom ett utlåtande från Unesco där man menar att en gruva kan få negativ påverkan på världsarvsområdet Laponia som ligger fågelvägen, ca 34 km från det planerade gruvområdet.. 
I mars 2022 bedömde Sveriges regering att ansökan uppnår lagkrav och beviljade bearbetningskoncessionen. Mot bakgrund att området är viktigt för riksintresset renskötseln var regeringens beslut för Kallak förenat med ett antal villkor för att motverka negativ påverkan på renskötseln.
I november 2022 skänkte The Greta Thunberg Foundation två miljoner kronor till Jåhkågasska sameby för att underlätta kampen mot en gruvbrytning i Kallak.